# Psidium harrisianum
Psidium harrisianum är en myrtenväxtart som beskrevs av Ignatz Urban. Psidium harrisianum ingår i släktet Psidium och familjen myrtenväxter. Inga underarter finns listade i Catalogue of Life.